# Paroisses de la Dominique
La Dominique est constituée de 10 paroisses :
1. Saint-Andrew (villes : Vieille Case, Calibishie, Wesley et Marigot), au nord-est,
2. Saint-David (villes : Salibia et Castle Bruce), à l'est,
3. Saint-George (villes : Laudat et Roseau), au sud-ouest,
4. Saint-John (villes : Portsmouth et Glanvillia), au nord-ouest,
5. Saint-Joseph (villes : Morne Raquette, Salisbury et Saint Joseph), à l'ouest,
6. Saint-Luke (ville : Pointe Michel), au sud-ouest,
7. Saint-Mark (ville : Soufrière), au sud-ouest,
8. Saint-Patrick (villes : La Plaine et Berekua), au sud-est,
9. Saint-Paul (villes : Pont Cassé, Canefield, Mahaut et Massacre), à l'ouest,
10. Saint-Peter (ville : Colihaut), au nord-ouest.